# Lekebergslagen
Lekebergslagen var en historisk bergslag och en gång ett självständigt härad i Kilsbergen i den västra delen av landskapet Närke, vilket numera är en del av Örebro län. Området avgränsades i söder av Svartån. Lekebergslagen omfattade tre socknar i vardera Örebro och Edsbergs härader, mellan vilka området delades 1872. 
Uppkomsten av området är höljt i historiens dunkel. Det första privilegiebrevet är skrivet av Magnus Eriksson för järnbergslagen är från 7 november 1340 och gäller Västra berget i Närke. Detta omfattar enligt en traditionell uppfattning även Noraskog. Privilegiebrevet innehöll en stadga om bergsfriden där var och en som sökte tillflykt i bergslaget, efter att målsäganden förnöjts och så länge det inte var en mördare eller förrädare, skulle vara fri till liv och egendom.
Åtminstone under 1500-talet fungerade Lekebergslagen som en egen rättskipande enhet med eget häradsting, dock utan fastställd tingsplats. Under 1600-talet fastställdes områdets omfattning av det år 1649 inrättade Bergskollegiet, men det börjar med tiden snarare betraktas som ett eget tingslag inom de angränsande häraderna, snarare än som ett eget härad. Bland områdets många hyttor märks bland annat Garphyttan i Tysslinge socken som med tiden också utvecklades till ett brukssamhälle, samt Mullhyttan i Kvistbro socken.

## Socknar
Lekebergslagen omfattade sex socknar.
I Edsbergs härad:
- Kvistbro
- Knista
- Hidinge

I Örebro härad:
- Kil
- Tysslinge
- Vintrosa